# Paljenje Reichstaga
Njemački nacisti zapalili su zgradu državnog parlamenta, što je Adolf Hitler iskoristio za preuzimanje vlasti i izgradnju sustava koji je prouzročio najveća stradanja u povijesti čovječanstva. Reichstag u Berlinu planuo je 27. veljače 1933. godine oko 21 sat. 
Podmetači požara optužili su komuniste i počeli žestok progon neistomišljenika. Iste noći uhićeno je oko četiri tisuće ljudi, uključujući sve komunističke poslanike i dužnosnike, a dan nakon toga potpisana je Odredba za zaštitu naroda i države kojom su ukinuta osnovna građanska prava. 
Potkraj ožujka proglašen je Zakon o posebnim ovlastima, početkom svibnja raspušteni su sindikati, a u lipnju i srpnju i sve političke stranke. Progoni su se proširili i na poznate znanstvenike i umjetnike, pa su domovinu, među ostalima, morali napustiti Albert Einstein, Bertold Brecht, Erich Maria Remarque i obitelji Thomasa i Heinricha Manna.
Već 20. ožujka, pod vodstvom SS-a, osniva se logor u Dachau, a ubrzo još njih šest. U srpnju 1933. u Njemačkoj ima oko 27 tisuća političkih zatvorenika, a na početku rata broj raste na milijune. 
Godine 1938. Židovi su isključeni iz svih javnih službi i dobivaju posebne legitimacije. U ožujku te godine njemačke snage ulaze u Austriju, a godinu dana poslije okupiraju Češku. 
U Drugi svjetski rat za šest godina njegova trajanja uključeno je 90 posto svjetskog stanovništva. Za to su vrijeme nacional-socijalisti osnovali 95 logora u kojima je smaknuto 11 milijuna ljudi. Među njima je, kao žrtve sustavno provedenoga konačnog rješenja, ubijeno oko 6 milijuna Židova.